# La Cumbre (La Paz)
La Cumbre, cuyo nombre oficial es Área Protegida Municipal La Cumbre, es un área protegida declarada como patrimonio natural paisajístico del municipio de La Paz. Es una de las 22 áreas protegidas del municipio, situada al norte de la ciudad en la cuenca del Orkhojahuira, entre el piso altoandino y la Puna superior.Tiene una superficie de 63.41 hectáreas y se halla entre los 4000-4210 m s. n. m.

## Nivel de Protección
El área protegida cuenta con las siguientes protecciones legales:
- Ordenanza Municipal N°147/2000 HAM-HCM 117/2000
- Ordenanza Municipal N°259/2015 (elevada a Ley Municipal Autonómica LMA N°238/2017)[2]

## Creación
El objetivo de su creación consiste en la conservación y protección del área declarada como patrimonio natural. Se encuentra en la categoría de Espacio Municipal Ecopedagógico (EME).

## Atractivos
- Turístico
- Actividades recreacionales y culturales
- Flora y fauna silvestre
- Paisajismo
- Trekking

## Amenazas
- Crecimiento de la mancha urbana
- Incendios
- Residuos sólidos

- Extracción de áridos